# Terror (toneelstuk)
Terror is een Duits toneelstuk geschreven door jurist en schrijver Ferdinand von Schirach. Het toneelstuk is tot 2016 in 60 theaters in elf landen, waaronder China, opgevoerd. De filmrechten van het stuk zijn verkocht aan het Duitse Moovie GmbH. Het toneelstuk is bijzonder omdat het publiek het einde van het stuk bepaalt.

## Uitvoeringen
De première van het stuk vond op 3 oktober 2015 plaats op twee locaties tegelijk, namelijk in het Deutsches Theater Berlin en in het Schauspiel Frankfurt. Het stuk is ook uitgezonden op de Duitse, Zwitserse en Oostenrijkse televisie.
In Nederland ging het stuk op 30 oktober 2017 in première in de vertaling van Chiara Tissen. De regie was van Peter Baan en als acteurs traden op Jeroen Spitzenberger (verdachte), Johanna ter Steege (officier van justitie), Clairy Polak (voorzitter van de rechtbank), Bob Schwarze (getuige), Khaldoun Alexander Elmecky (advocaat) en Kristen Denkers (getuige). Incidenteel speelde Rian Gerritsen de rol van getuige. Het toneelstuk werd in Nederland gesproduceerd door KIK productions en SENF theaterpartners.

## Verhaal
Met dit toneelstuk wordt het publiek geconfronteerd met een dilemma. Een majoor - piloot van een F16 gevechtsvliegtuig - staat voor de rechtbank omdat hij een vliegtuig met 164 passagiers heeft neergeschoten, waarbij alle inzittenden zijn omgekomen. Het publiek vormt de jury van de rechtbank en moet in de pauze stemmen of de majoor schuldig dan wel onschuldig is. Na de pauze doet de rechter uitspraak op basis van de meerderheid van de stemmen. In de Nederlandse theaters werd het stuk nabesproken met het publiek.
Het neergeschoten vliegtuig is gekaapt en vliegt - in de Nederlandse vertaling van het toneelstuk - richting Amsterdam ArenA waarin 54.000 mensen aanwezig zijn voor voetbalinterland Nederland - Duitsland. Het vraagstuk dat in het toneelstuk centraal staat is of de majoor een held is of juist een moordenaar. Is hij een held, omdat hij het vliegtuig heeft neergeschoten, om erger - de dood van 54.000 mensen - te voorkomen? Of is hij een moordenaar die - tegen de instructie van zijn meerderen in en in strijd met de rechten van de mens - 148 onschuldige mensen de dood in heeft gejaagd?
De majoor was piloot van een van de twee F16 vliegtuigen die achter het gekaapte vliegtuig vliegen, terwijl de piloten wachten op bevelen van hun meerderen. Het eerst bevel is visueel contact te maken en het toestel te vragen om uit te wijken. Daarop volgt geen reactie. Het tweede bevel is een waarschuwingsschot af te vuren. Ook daarop komt geen reactie vanuit het gekaapte vliegtuig. Het laatste bevel, afkomstig van de minister van Defensie, is om het vliegtuig niet neer te schieten. De majoor vraagt tot tweemaal toe bevestiging daarvan, maar besluit ten slotte het toestel toch neer te schieten met de sidewinder.
In Duitsland is het neerschieten van het vliegtuig in strijd met de Duitse Grondwet. In artikel 1 van die grondwet staat „De waardigheid van de mens is onaantastbaar. Haar te respecteren en beschermen is de plicht van elke staatsmacht.” In de Nederlandse grondwet staat een dergelijke bepaling niet. In het toneelstuk is deze bepaling vervangen door een verwijzing naar de Universele Verklaring van de Rechten van de Mens.

## Uitspraken van het publiek
De uitslagen van de voorstellingen worden verzameld en gepubliceerd. Tot oktober 2016 was het stuk 459 keer opgevoerd in Duitsland. 429 keer koos het publiek voor vrijspraak, 30 keer voor veroordeling van de verdachte. Tot en met november 2017 stemden de Nederlandse kijkers meestal voor vrijspraak (43 van de 45 voorstellingen). In Japan en China stemde het publiek vooral voor veroordeling van de verdachte.
Het Duitse weekblad Die Zeit was zeer kritisch over de uitzending van het toneelstuk op de Duitse televisie. Die Zeit was van mening dat „het gezondemensenverstand” boven de Grondwet werd gesteld. Zij waren kritisch omdat een genuanceerdere uitkomst de kijkers niet ter beschikking stond.